# Cour de l'Épervier
 (mars 2021).
Si vous disposez d'ouvrages ou d'articles de référence ou si vous connaissez des sites web de qualité traitant du thème abordé ici, merci de compléter l'article en donnant les références utiles à sa vérifiabilité et en les liant à la section « Notes et références ».
La cour de l'Épervier se tenait dans le courant du  XIIe siècle chaque année au Puy-en-Velay où elle réunissait au printemps le concours des plus beaux et plus valeureux damoiseaux et damoiselles.
Il semble qu'il y avait d'abord un jeu consistant à placer un  épervier en mue sur une lance que le plus agile devait attraper et placer sur son poing. Ensuite, le concours se terminait avec des assauts de chants d'amour.
Comme plus tard pour les Jeux floraux qui chercheront à les faire revivre, les poètes rivalisaient de talent, la cour se réunissait pour juger, puis le meilleur troubadour était désigné seigneur de l'Épervier le jour de la fête de l'Ascension. Il est probable que la récompense était, sinon un épervier vivant (ou plutôt un faucon), ce qui était un présent de grand prix, du moins un bijou d'or en forme d'épervier.
Le cartulaire de la cité de Millau se nommait Livre de l'Épervier, ce qui pourrait indiquer que la cour de l'Épervier avait son origine chez les vicomtes de Millau.

## Protecteurs
- Le dauphin d'Auvergne

## Lauréats connus
- Pierre de Vic; Plusieurs mentions qu'il était seigneur de l'Épervier. En outre, dans les manuscrits, les miniatures le représentent en « moine à cheval avec un épervier au poing ».
- Jacques Baillet, seigneur de l'Épervier et de Saint-Dézert.

## Autres participants
- Pèire Cardenal, troubadour du Puy, fils de chevalier.
- Na de Casteldoza